# Pheidole penetralis
Pheidole penetralis är en myrart som beskrevs av Smith 1863. Pheidole penetralis ingår i släktet Pheidole och familjen myror. Inga underarter finns listade i Catalogue of Life.